# Aska och Dals kontrakt (1962–1974)
Aska och Dals kontrakt var ett kontrakt i Linköpings stift inom Svenska kyrkan. Kontraktet bildades 1962 och uppgick 1975 i Motala kontrakt.

## Kontraktsprostar
| Ämbetstid | Namn            | Levnadstid | Övrigt                                  |
| --------- | --------------- | ---------- | --------------------------------------- |
| 1962–1964 | Edvin Svanteson | 1903–      | Kyrkoherde i Varv och Styra församling. |
| 1969–1972 | Sten Almerstam  | 1909–      | Kyrkoherde i Motala församling.         |